# Deadmau5
Deadmau5 (vyslovováno [ded maus]; vlastním jménem Joel Zimmerman, * 5. ledna 1981) je DJ a producent elektronického a progresivního housu z Toronta v Kanadě. Jeho rozsáhlá diskografie zahrnuje skladby jako „Arguru“ a „Not Exactly“, které byly zařazeny do kompilací In Search of Sunrise 6: Ibiza a Mixmag to Tech-Trance-Electro-Madness, jenž mixoval sám Deadmau5. Spolupracuje s mnoha dalšími dýdžeji a producenty, jako je např. Steve Duda. Jeho nejúspěšnější album, Random Album Title, bylo vydáno v září 2008 v digitální podobě prostřednictvím Ultra Records v USA a Ministry of Sound ve Velké Británii a v Evropě. Fyzická kopie alba byla vydána v listopadu 2008. V roce 2009 vydal album For Lack of a Better Name a o rok později 4x4=12. V roce 2013 se objevil ve videoklipu „By Crooked Steps“ skupiny Soundgarden.

## Diskografie

### Studiová alba
- Get Scraped (2005)
- Vexillology (2006)
- Random Album Title (2008)
- For Lack of a Better Name (2009)
- 4x4=12 (2010)
- > album title goes here < (2012)[1]
- while(1<2) (2014)
- W:/2016ALBUM/ (2016)

### Kompilační alba
- Deadmau5 Circa 1998–2002 (2006)[2]
- A Little Oblique (2006)
- Project 56 (2008)
- At Play (2008)
- It Sounds Like (2009)
- At Play Vol. 2 (2009)
- At Play Vol. 3 (2010)
- For Lack of a Better Album Title (2010)
- The Remixes (2011)
- At Play Vol. 4 (2012)
- 5 Years of Mau5 (2014)
- At Play Vol. 5 (2014)
- Stuff I Used to Do (2017)
- Where's the Drop? (2019)
- Here's the Drop! (2019)

### EP
- Full Circle (2007)
- Cocktail Queen (2007)
- Everything Is Complicated (2007)
- The Veldt (2012)
- 7 (2013)
- Sunspot (White Space Conflict) (2014)
- Mau5ville: Level 1 (2018)
- Mau5ville: Level 2 (2018)
- Mau5ville: Level 3 (2019)

### Singly
| Rok                                                     | Singl                                      | Umístění v hitparádách | Umístění v hitparádách | Umístění v hitparádách | Umístění v hitparádách | Umístění v hitparádách | Umístění v hitparádách | Umístění v hitparádách | Umístění v hitparádách | Album                            |
| Rok                                                     | Singl                                      | CAN                    | CAN Alt                | NLD                    | UK                     | US                     | US Dance               | US Heat                | EU                     | Album                            |
| ------------------------------------------------------- | ------------------------------------------ | ---------------------- | ---------------------- | ---------------------- | ---------------------- | ---------------------- | ---------------------- | ---------------------- | ---------------------- | -------------------------------- |
| 2006                                                    | „Faxing Berlin“                            | —                      | —                      | —                      | —                      | —                      | 6                      | —                      | —                      | Random Album Title               |
| 2007                                                    | „Not Exactly“                              | —                      | —                      | —                      | —                      | —                      | —                      | —                      | —                      | Random Album Title               |
| 2007                                                    | „Arguru“                                   | —                      | —                      | —                      | 185                    | —                      | —                      | —                      | —                      | Random Album Title               |
| 2008                                                    | „Move for Me“ (s Kaskadem)                 | 66                     | —                      | —                      | 190                    | —                      | —                      | —                      | —                      | Strobelite Seduction             |
| 2008                                                    | „I Remember“ (s Kaskadem)                  | —                      | —                      | 23                     | 14                     | —                      | —                      | —                      | 46                     | Random Album Title               |
| 2008                                                    | „Ghosts 'n' Stuff“ (s Robem Swirem)        | 53                     | —                      | —                      | 12                     | —                      | —                      | 24                     | 41                     | For Lack of a Better Name        |
| 2009                                                    | „Brazil (2nd Edit)“                        | —                      | —                      | 73                     | —                      | —                      | —                      | —                      | —                      | Random Album Title               |
| 2010                                                    | „Strobe“                                   | —                      | —                      | —                      | 122                    | —                      | —                      | —                      | —                      | For Lack of a Better Name        |
| 2010                                                    | „Animal Rights“ (s Wolfgangem Gartnerem)   | —                      | —                      | —                      | 72                     | —                      | —                      | —                      | —                      | 4x4=12                           |
| 2010                                                    | „Sofi Needs a Ladder“ (se SOFI)            | 73                     | —                      | —                      | 68                     | —                      | 41                     | —                      | —                      | 4x4=12                           |
| 2010                                                    | „Some Chords“                              | —                      | —                      | —                      | 120                    | —                      | —                      | —                      | —                      | 4x4=12                           |
| 2010                                                    | „Right This Second“                        | 79                     | —                      | —                      | 100                    | —                      | —                      | —                      | —                      | 4x4=12                           |
| 2010                                                    | „Bad Selection“                            | —                      | —                      | —                      | 137                    | —                      | —                      | —                      | —                      | 4x4=12                           |
| 2010                                                    | „HR 8938 Cephei“                           | —                      | —                      | —                      | —                      | —                      | —                      | —                      | —                      | —                                |
| 2010                                                    | „Raise Your Weapon“ (s Gretou Svabo Bech)  | 93                     | —                      | —                      | 117                    | 100                    | —                      | 11                     | —                      | 4x4=12                           |
| 2011                                                    | „Aural Psynapse“                           | 38                     | —                      | —                      | 150                    | 103                    | —                      | 16                     | —                      | 5 Years of Mau5                  |
| 2012                                                    | „Maths“                                    | —                      | —                      | —                      | 197                    | —                      | —                      | —                      | —                      | > album title goes here <        |
| 2012                                                    | „The Veldt“ (s Chrisem Jamesem)            | 24                     | —                      | 63                     | 68                     | —                      | 43                     | —                      | 124                    | > album title goes here <        |
| 2012                                                    | „Professional Griefers“ (s Gerardem Wayem) | 66                     | 26                     | —                      | 81                     | —                      | —                      | —                      | —                      | > album title goes here <        |
| 2013                                                    | „Channel 42“ (s Wolfgangem Gartnerem)      | —                      | —                      | —                      | —                      | —                      | —                      | —                      | —                      | > album title goes here <        |
| 2013                                                    | „Telemiscommunication“ (s Imogen Heap)     | —                      | —                      | —                      | —                      | —                      | —                      | —                      | —                      | > album title goes here < Sparks |
| „—“ značí vydání, která se neumístila v dané hitparádě. |                                            |                        |                        |                        |                        |                        |                        |                        |                        |                                  |

### Remixy
| Rok  | Song                                 | Originální umělec             | Album                       |
| ---- | ------------------------------------ | ----------------------------- | --------------------------- |
| 2001 | "Toca Me"                            | Fragma                        | Toca                        |
| 2001 | "Obsidian"                           | Rubik                         | Deadmau5 Circa 1998–2002    |
| 2007 | "Community Funk"                     | Burufunk & Carbon Community   | Community Funk              |
| 2007 | "Merrymaking at My Place"            | Calvin Harris                 | Merrymaking at My Place     |
| 2007 | "Teaser"                             | Cirez D                       | Teaser (Remixes)            |
| 2007 | "Harder, Better, Faster, Stronger"   | Daft Punk                     | -                           |
| 2007 | "It's Our Future"                    | Francesco Diaz & Young Rebels | It's Our Future             |
| 2007 | "Remote"                             | James Talk                    | Remote                      |
| 2007 | "Untitled"                           | Jorgensen                     | Untitled                    |
| 2007 | "What U Feel"                        | Matt Rock                     | What U Feel                 |
| 2007 | "Whispers"                           | Melleefresh & Deadmau5        | Cocktail Queen              |
| 2007 | "Super Skunk"                        | Noir                          | Super Skunk                 |
| 2007 | "NuFunk"                             | NuBreed                       | NuFunk and Subtronic        |
| 2007 | "No Pressure"                        | One Plus One                  | AM:PM                       |
| 2007 | "Burn"                               | Prime 33                      | Burn                        |
| 2007 | "The Rising"                         | Purple Code                   | The Rising                  |
| 2007 | "Slide"                              | Tom Neville                   | Slide & Soar EP             |
| 2008 | "Synthetic Symphony"                 | Blendbrank                    | Synthetic Symphony          |
| 2008 | "What Planet You On (feat. Luciana)" | Bodyrox                       | What Planet You On          |
| 2008 | "I Want You (Forever)"               | Carl Cox                      | -                           |
| 2008 | "The Longest Road (feat. Lissie)"    | Dengue Fever                  | The Longest Road            |
| 2008 | "Café Del Mar"                       | Energy 52                     | Café Del Mar (2008 Remixes) |
| 2008 | "Not Alone (feat. Molly)"            | Gianluca Motta                | Not Alone                   |
| 2008 | "Look at U"                          | Julien-K                      | Look at U                   |
| 2008 | "Tiney Dancer (feat. Casey Barnes)"  | Marco DeMark                  | Tiny Dancer                 |
| 2008 | "Space & Time"                       | Mike Di Scala                 | Space & Time                |
| 2008 | "The Longest Road"                   | Morgan Page                   | The Longest Road            |
| 2008 | "To Forever"                         | Rachael Starr                 | To Forever                  |
| 2008 | "Give It Up For Me"                  | Sydney Blu                    | Give It Up For Me           |
| 2009 | "All U Ever Want"                    | Billy Newton Davis            | All u Ever Want             |
| 2009 | "Finished Symphony"                  | Hybrid                        | -                           |
| 2009 | "You & I"                            | Medina                        | You & I                     |
| 2009 | "Killing in the Name"                | Rage Against the Machine      | -                           |
| 2010 | "Dark Beat"                          | Kamisshake                    | Dark Beat                   |
| 2010 | "Watercolour"                        | Pendulum                      | Watercolour                 |
| 2011 | "Rope"                               | Foo Fighters                  | Rope (Deadmau5 Edits)       |
| 2012 | "Survivalism"                        | Nine Inch Nails               | -                           |

### Hudební videoklipy
| Rok  | Píseň                   | Režisér                  |
| ---- | ----------------------- | ------------------------ |
| 2006 | „Monday“                | žádný                    |
| 2006 | „My Opinion“            | žádný                    |
| 2008 | „Move for Me“           | žádný                    |
| 2008 | „I Remember“            | Colin O'Toole            |
| 2008 | „Ghosts 'n' Stuff“      | Colin O'Toole            |
| 2010 | „Some Chords“           | Chris Lee                |
| 2010 | „Sofi Needs a Ladder“   | žádný                    |
| 2012 | „The Veldt“             | Manroop Takhar           |
| 2012 | „Professional Griefers“ | Paul Boyd                |
| 2013 | „Channel 42“            | žádný                    |
| 2013 | „Telemiscommunications“ | Imogen Heap Colin Gordon |